# Carduus modestii
Carduus modestii là một loài thực vật có hoa trong họ Cúc. Loài này được Tamamsch. mô tả khoa học đầu tiên năm 1953.